# Junta de los Ríos

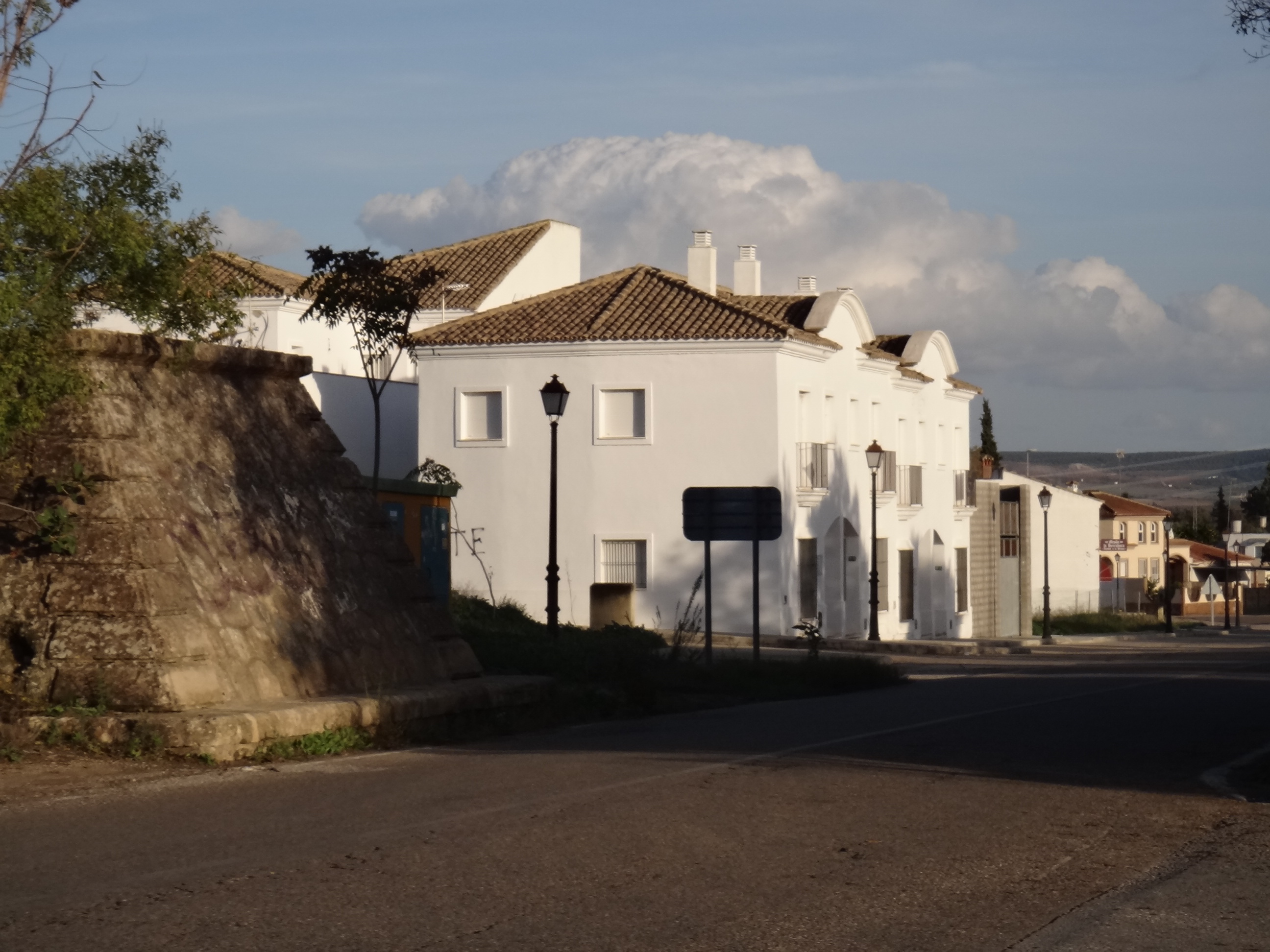
Entrada al poblado

Junta de los Ríos es un núcleo de población perteneciente al ayuntamiento de Arcos de la Frontera en la provincia de Cádiz, comunidad autónoma de Andalucía, España. C.P.: 11630.

## Contexto geográfico
Tiene varios núcleos urbanos distribuidos en diferentes asentamientos. Su organización depende del Ayuntamiento de Arcos de la Frontera. Reciben este nombre por el hecho de que en este término se unen el río Guadalete y el río Majaceite. También el río Salado se une al río Guadalete en otro lugar distante del primero 3 kilómetros, frente a un pequeñísimo asentamiento denominado "Los Granadinos" (por ser, en sus orígenes, la mayoría de sus habitantes de procedencia granadina).
A inicios de los años veinte del siglo pasado, y pocos metros antes de la unión (junta) de ambos ríos, fueron construidas dos grandes tuberías o sifones que, formando dos grandes arcos sobre el caudal de los ríos, serían destinadas al trasvase del agua procedente del futuro pantano de Guadalcacín. Estos sifones (llamados en la zona "las morcillas" debido a su forma arcada) entraron en funcionamiento en 1922, y continúan en servicio en la actualidad. Los sifones están construidos en hormigón y se elevan unos 20 metros por encima del cauce. Estas estructuras son utilizadas por la gente del lugar para cruzar los ríos, aprovechando los escalones construidos en la parte superior de las tuberías.       
Además hay un puente por el que se circula en dirección Arcos-Paterna y viceversa. Otro puente cruza el río Salado a cuatro kilómetros del anterior.
Tiene un asentamiento de 1000 a 1500 habitantes.

## Servicios
La escuela pertenece al grupo de escuelas rurales de Arcos de la Frontera. Ofrece escolarización a niños y niñas de infantil y a algunos niveles de primaria. Recientemente también tiene equipo de fútbol para niños menores de 12 años. Y se ha rehabilitado su centro para la tercera edad

## Patrimonio cultural
La iglesia es de reciente construcción, pues la iglesia primera (San Carlos Borromeo), estaba muy deteriorada.
Hay una granja escuela, visitada durante más de 30 años por muchos escolares como ampliación para el desarrollo del currículo escolar. Esta granja fue en otra época zona de trabajo y almacenamiento del Ministerio de Obras Públicas y Urbanismo.